# ZX Evolution
ZX Evolution, nazývaný také Pentagon Evolution a zkráceně také ZX Evo a Pentevo, je počítač kompatibilní s počítačem Sinclair ZX Spectrum. Počítač vznikl v roce 2009, jeho autory jsou Vadim Akimov (LVD), Roman Čunin (CHRV) a Dmitrij Dmitrijev (DDp) ze skupiny NedoPC. Vznik počítače dokazuje, že komunita kolem Sinclairova hardwaru je stále aktivní. Počítač místo obvodu ULA používá obvod Altera, díky kterému je možné měnit konfiguraci počítače. Díky jeho proti ZX Spectru velmi rozšířeným možnostem existují i programy a hry speciálně pro tento počítač, např. Uwol, Quest For Money, Bomberman Evolution, Project Robo, či CLi for WildCommander. Firmware počítače umožňuje emulovat TR-DOSové diskety a nahrávání z magnetofonu pomocí souborů .tap.
Počítač je jedním z počítačů, které slouží k prezentaci dem na demopárty DiHalt. Počítač bylo také možné vidět na výstavě konané v rámci festivalu Chaos Constructions.

## Technické informace
- procesor: Z80, 3,5 nebo 7 MHz,
- RAM: 4 MiB,
- ROM: 512 KiB,
- Altera EP1K50,
- řadič periférií ATMEGA 128
- interface pro připojení PS/2 myši a klávesnice,
- řadič disketových jednotek КР1818ВГ93, IDE, SD, RS232,
- zvukové generátory: jednobitový na portu 254, AY, Covox,
- hodiny reálného času,
- interface pro připojení kazetového magnetofonu.

Revize C počítače obsahuje i výstupní sběrnici USB.

### Stránkování paměti
Protože procesor Z80 umožňuje adresovat pouze 64 KiB paměti, je celá paměť počítače na stránky, které se připojují podle potřeby do adresního prostoru procesoru. Stránkování paměti vychází ze stránkování paměti počítače ATM Turbo verze 2, kromě stránkování paměti kompatibilního se Sinclair ZX Spectrum 128K+ má rozšiřující dispečer paměti. Tento dispečer paměti používá ke stránkování porty:
| desítkově    | šestnáctkově | význam                                         |
| 16375, 14327 | 3FF7, 37F7   | stránkování paměti v oblasti od 0 do 16383     |
| 32759, 30711 | 7FF7, 77F7   | stránkování paměti v oblasti od 16384 do 32767 |
| 49143, 47095 | BFF7, B7F7   | stránkování paměti v oblasti od 32768 do 49151 |
| 65527, 63479 | FFF7, F7F7   | stránkování paměti v oblasti od 49152 do 65535 |